# Narra, Palawan

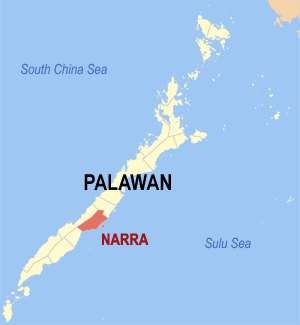
Bản đồ Palawan với vị trí của Narra

Narra là một đô thị hạng 1 ở tỉnh Palawan, Philippines. Theo điều tra dân số năm 2000, đô thị này có dân số 56.845 người trong 11,521 hộ.

## Barangay
Narra được chia thành 23 barangay.
| - Antipuluan - Aramaywan - Batang-batang - Bato-bato (San Isidro) - Burirao - Caguisan - Calategas - Dumagueña - Elvita - Estrella Village - Ipilan | - Malatgao - Malinao - Narra (Pob.) - Panacan - Panacan 2 - Princess Urduja - Sandoval - Tacras - Taritien - Teresa - Tinagong Dagat - Bagong Sikat |